# El Factor (ort)
El Factor är en ort i Dominikanska republiken.   Den ligger i provinsen María Trinidad Sánchez, i den östra delen av landet, 90 km norr om huvudstaden Santo Domingo. El Factor ligger 20 meter över havet och antalet invånare är 7 014.
Terrängen runt El Factor är platt åt nordost, men åt sydväst är den kuperad. Runt El Factor är det ganska tätbefolkat, med 129 invånare per kvadratkilometer. Närmaste större samhälle är Nagua, 8,4 km nordost om El Factor. Omgivningarna runt El Factor är en mosaik av jordbruksmark och naturlig växtlighet.